# Paolo Valoti
Paolo Valoti (* 19. April 1971 in Alzano Lombardo, Italien) ist ein ehemaliger italienischer Radrennfahrer.
Er begann seine Profikarriere 1996 beim Team Cantina Tollo. Er wechselte 1999 zu Mobilvetta Design und 2001 zu Alessio, wo er mit dem Sieg im Eintagesrennen Coppa Bernocchi seinen bis dahin wichtigsten Erfolg erzielte. Nach nur einem Jahr ging er zu Index–Alexia Alluminio und ein weiteres Jahr später startete er für Domina Vacanze, die er am Ende der Saison 2005 nach Siegen bei Coppa Placci
und Coppa Agostoni verließ. Valoti beendete seine Karriere nach der Saison 2006 beim Team L.P.R.
Valoti hat vier Geschwister, zwei Brüder und zwei Schwestern.

## Palmarès
2005
- Coppa Placci
- Coppa Agostoni

2001
- eine Etappe Lombardische Woche
- Coppa Bernocchi

2000
- eine Etappe Ster der Beloften

1996
- eine Etappe Portugal-Rundfahrt

1995
- Tour de la Région Wallonne